# 肖爾斯 (內布拉斯加州)
肖爾斯（英語：Sholes）是位於美國內布拉斯加州韋恩縣的村。

## 人口
根據2020年美國人口普查的數據，肖爾斯的面積為0.36平方千米，皆為陸地。當地共有人口15人，而人口密度為每平方千米42人。